# Vic-de-Chassenay
Vic-de-Chassenay est une commune française située dans le département de la Côte-d'Or en région Bourgogne-Franche-Comté.

## Géographie
Sur un plateau creusé au sud par la vallée du Serein, le finage de la commune se partage entre agriculture et pâturages, avec un peu d'activités forestières au sud sur les versants du Serein. Il est traversé d'est en ouest par l'autoroute A6, dont les aires de repos de la Côme et de Ruffey se trouvent pour partie sur le territoire.
La vallée du Serein forme une zone particulière avec ses pentes boisées (Bois à la Dame, de Chassaigne...) de part et d'autre d'une zone étroite et encaissée de pâturages (pâtis des Quatre-Deniers) où serpente l'abondante rivière. Deux ponts relient les deux versants, permettant la liaison avec la commune plus au sud de Thoste. Dans ces bois se cache le château de Bourbilly.

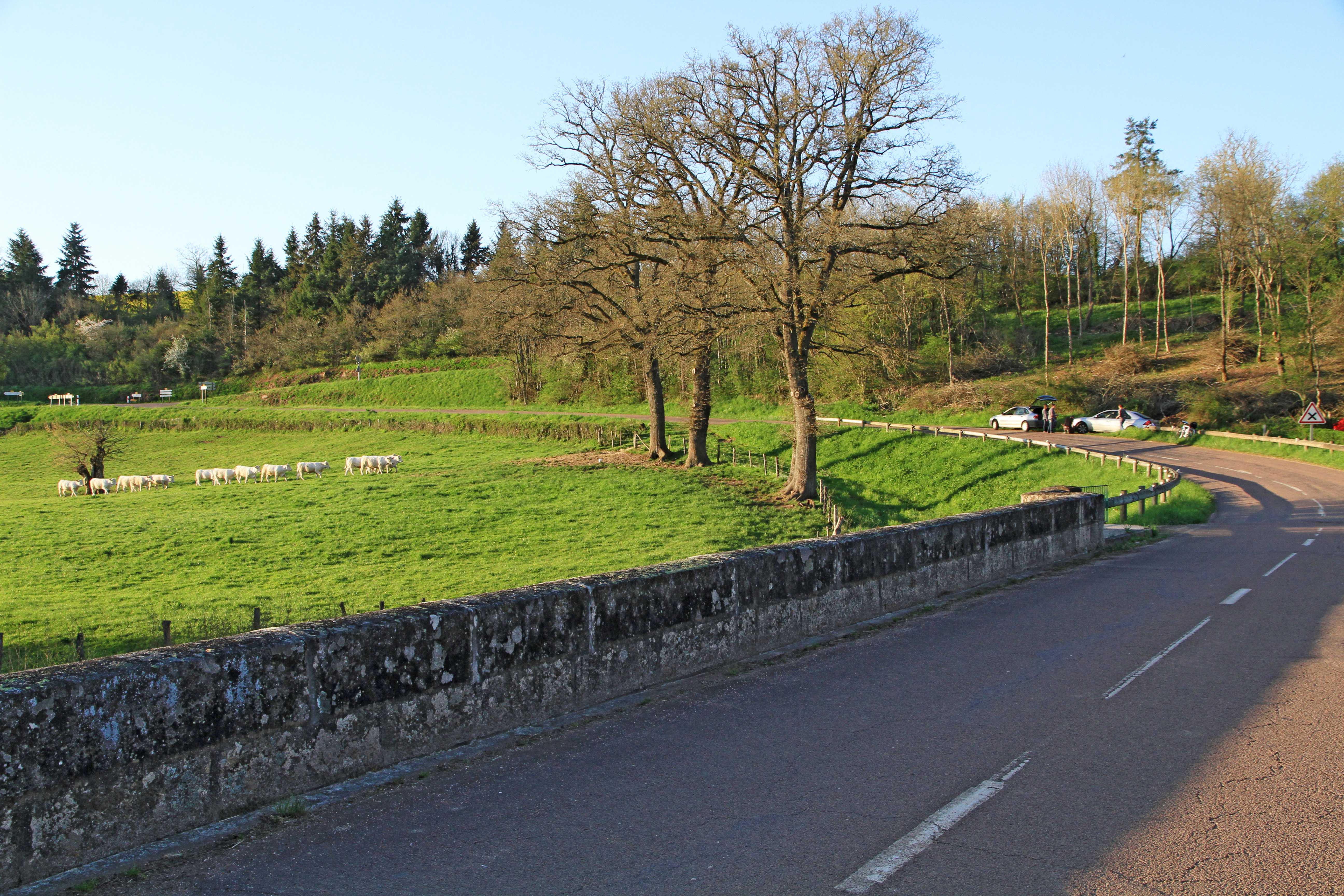
Vaches charolaises au pâturage...
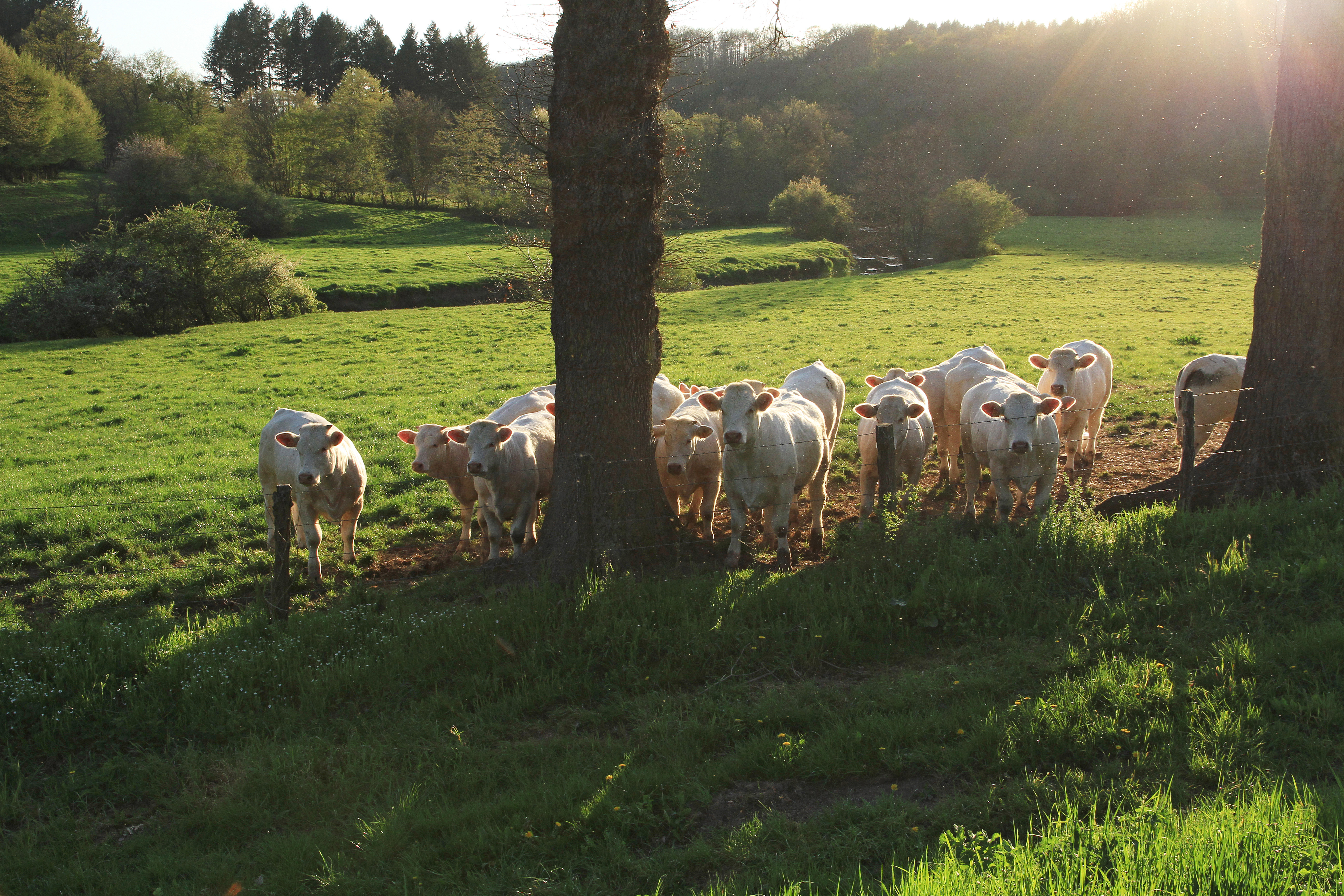
…dans la vallée du Serein vers Bourbilly.

### Climat
Pour des articles plus généraux, voir Climat de la Bourgogne-Franche-Comté et Climat de la Côte-d'Or.
En 2010, le climat de la commune est de type climat océanique dégradé des plaines du Centre et du Nord, selon une étude du Centre national de la recherche scientifique s'appuyant sur une série de données couvrant la période 1971-2000. En 2020, Météo-France publie une typologie des climats de la France métropolitaine dans laquelle la commune est exposée à un climat océanique altéré et est dans la région climatique  Lorraine, plateau de Langres, Morvan, caractérisée par un hiver rude (1,5 °C), des vents modérés et des brouillards fréquents en automne et hiver. 
Pour la période 1971-2000, la température annuelle moyenne est de 10,1 °C, avec une amplitude thermique annuelle de 16,2 °C. Le cumul annuel moyen de précipitations est de 836 mm, avec 11,9 jours de précipitations en janvier et 8,1 jours en juillet. Pour la période 1991-2020, la température moyenne annuelle observée sur la station météorologique de Météo-France la plus proche, « Semur En Auxois_sapc », sur la commune de Semur-en-Auxois à 5 km à vol d'oiseau, est de 11,2 °C et le cumul annuel moyen de précipitations est de 778,0 mm,. Pour l'avenir, les paramètres climatiques de la commune estimés pour 2050 selon différents scénarios d'émission de gaz à effet de serre sont consultables sur un site dédié publié par Météo-France en novembre 2022.

## Urbanisme

### Typologie
Au 1er janvier 2024, Vic-de-Chassenay est catégorisée commune rurale à habitat très dispersé, selon la nouvelle grille communale de densité à 7 niveaux définie par l'Insee en 2022.
Elle est située hors unité urbaine. Par ailleurs la commune fait partie de l'aire d'attraction de Semur-en-Auxois, dont elle est une commune de la couronne,. Cette aire, qui regroupe 54 communes, est catégorisée dans les aires de moins de 50 000 habitants,.

### Occupation des sols
L'occupation des sols de la commune, telle qu'elle ressort de la base de données européenne d’occupation biophysique des sols Corine Land Cover (CLC), est marquée par l'importance des territoires agricoles (88,4 % en 2018), une proportion sensiblement équivalente à celle de 1990 (89,1 %). La répartition détaillée en 2018 est la suivante : 
terres arables (44,7 %), prairies (41,8 %), forêts (10,8 %), zones agricoles hétérogènes (2 %), mines, décharges et chantiers (0,8 %). L'évolution de l’occupation des sols de la commune et de ses infrastructures peut être observée sur les différentes représentations cartographiques du territoire : la carte de Cassini (XVIIIe siècle), la carte d'état-major (1820-1866) et les cartes ou photos aériennes de l'IGN pour la période actuelle (1950 à aujourd'hui).

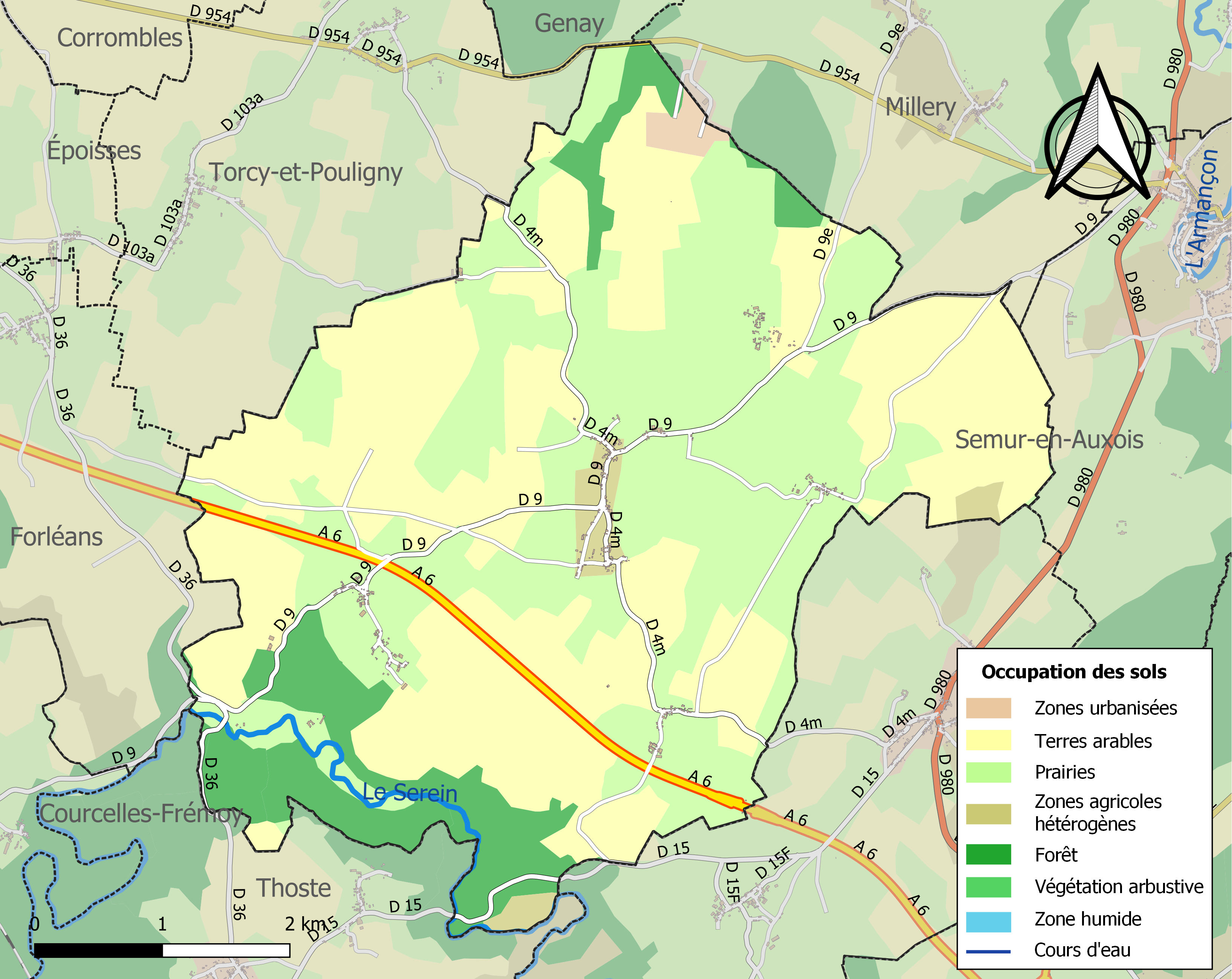
Carte des infrastructures et de l'occupation des sols de la commune en 2018 (CLC).

## Hydrographie
Le plateau qui porte la commune, incliné vers le nord, fait partie du bassin versant de la Seine par l'Armançon et l'Yonne, sa position haute limitée au sud par la vallée du Serein favorise l'apparition de sources (Fontaine Saint-Martin, sources des Frèdes-Fonts, de Collemagne, de Grolaine, de Chebroche…) que la faible pente traduit en ruisseaux (le Grand Ru, rus de Riotte, de Cernant…), permettant la constitution de petits étangs. Quelques courts ruisseaux, comme le ru d'Avau, coulent à l'inverse vers le sud sur les pentes rapides et boisées du Serein, rivière qui rejoint également l'Armançon.

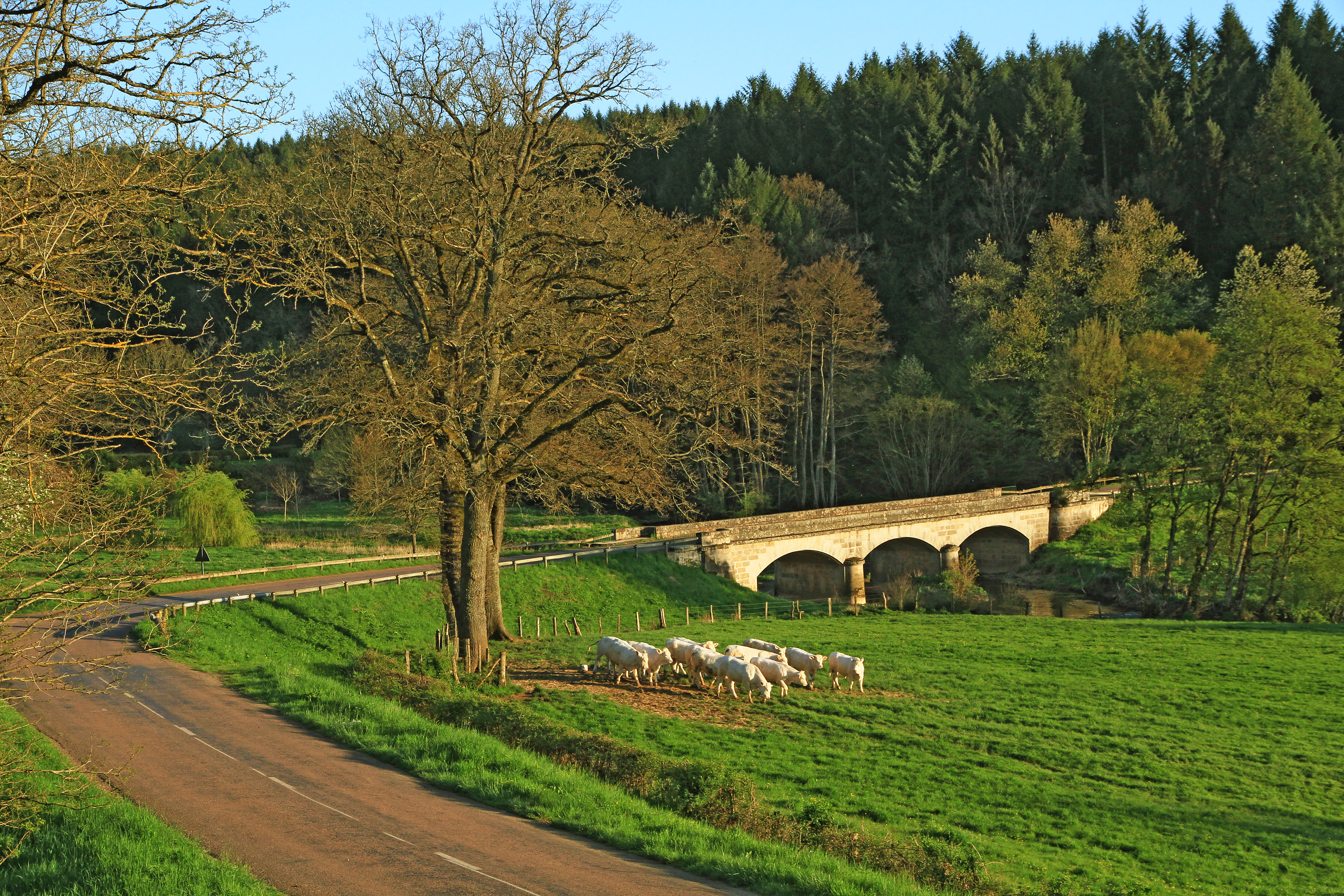
Le pont de Bourbilly sur le Serein.
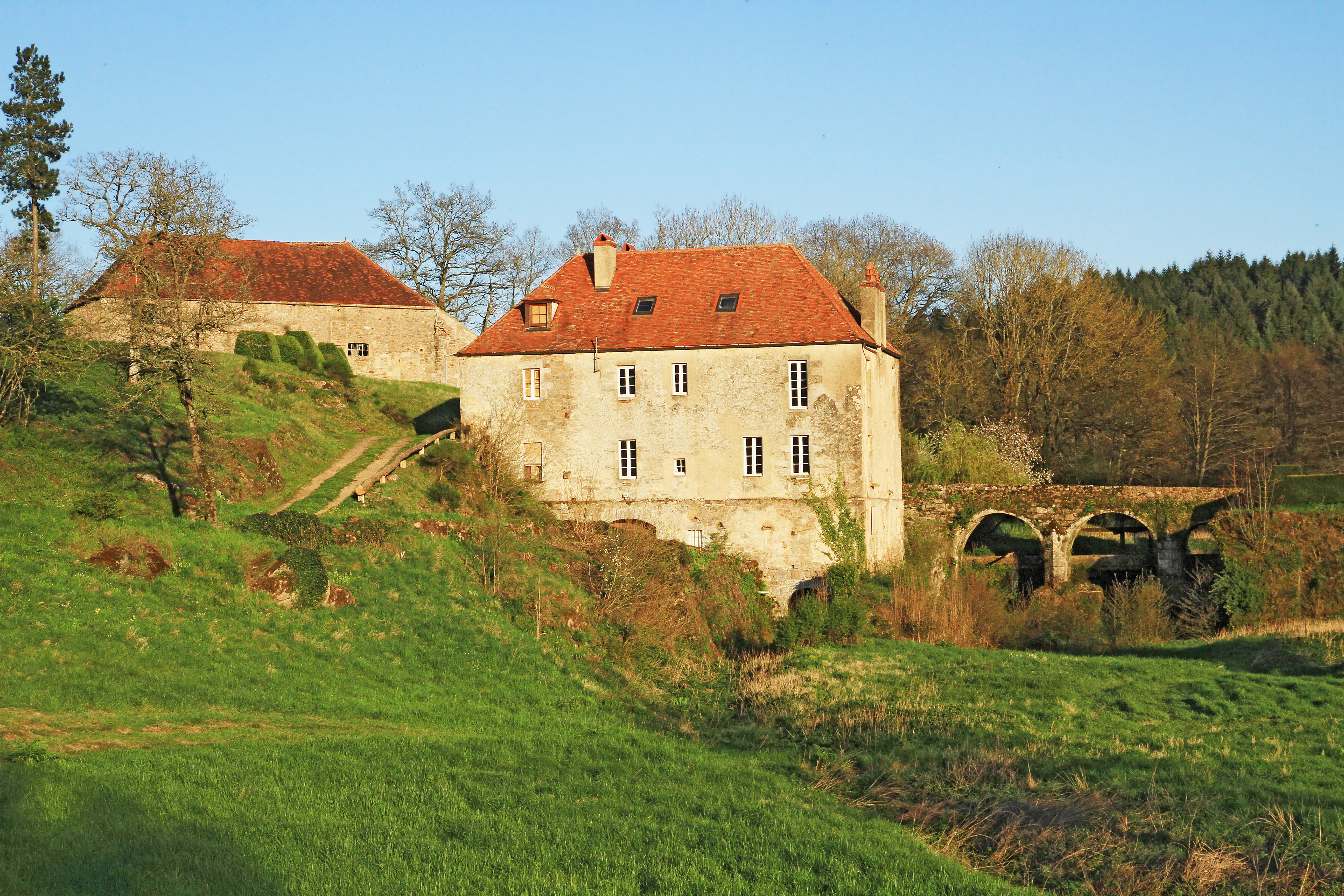
Le moulin de Bourbilly vu du pont.

## Hameaux, écarts, lieux-dits
- Le village de Vic-de-Chassenay comprend le quartier de Chassenay.
- Hameaux détachés du village : Bourbilly, Bas-de-Bourbilly, Cernois, Ménétoy, La Rochette, Sauvigny.
- Habitat écarté : ferme du Moulin à Vent, moulin de Bourbilly, château de Bourbilly.
- Lieux-dits d'intérêt local : pont de Bourbilly, pont du Beau-Serein.

## Histoire

### Préhistoire
L'abri de la Verpilière près de Menetoy (1,6 km au nord-est de Vic) a livré à Hypolite Marlot au début du XXe siècle des haches polies, des pointes de flèches, des grattoirs et des lames en silex, et de la poterie « robenhausienne » (c'est-à-dire de l'époque néolithique soit environ 3500 ans AP), ainsi que des foyers.

## Politique et administration
| Période                                  | Période  | Identité                    | Étiquette | Qualité     |
| ---------------------------------------- | -------- | --------------------------- | --------- | ----------- |
| mars 2001                                | 2008     | Michel Devilaine            |           |             |
| mars 2008                                | En cours | François-Marie Deffontaines | SE        | Agriculteur |
| Les données manquantes sont à compléter. |          |                             |           |             |

## Démographie
L'évolution du nombre d'habitants est connue à travers les recensements de la population effectués dans la commune depuis 1793. Pour les communes de moins de 10 000 habitants, une enquête de recensement portant sur toute la population est réalisée tous les cinq ans, les populations de référence des années intermédiaires étant quant à elles estimées par interpolation ou extrapolation. Pour la commune, le premier recensement exhaustif entrant dans le cadre du nouveau dispositif a été réalisé en 2005.

En 2022, la commune comptait 209 habitants, en évolution de −5,86 % par rapport à 2016 (Côte-d'Or : +0,82 %, France hors Mayotte : +2,11 %).
| 1793 | 1800 | 1806 | 1821 | 1836 | 1841 | 1846 | 1851 | 1856 |
| ---- | ---- | ---- | ---- | ---- | ---- | ---- | ---- | ---- |
| 684  | 540  | 637  | 620  | 657  | 628  | 628  | 634  | 560  |

| 1861 | 1866 | 1872 | 1876 | 1881 | 1886 | 1891 | 1896 | 1901 |
| ---- | ---- | ---- | ---- | ---- | ---- | ---- | ---- | ---- |
| 576  | 564  | 541  | 523  | 492  | 494  | 506  | 463  | 426  |

| 1906 | 1911 | 1921 | 1926 | 1931 | 1936 | 1946 | 1954 | 1962 |
| ---- | ---- | ---- | ---- | ---- | ---- | ---- | ---- | ---- |
| 400  | 377  | 334  | 326  | 325  | 344  | 303  | 314  | 286  |

| 1968 | 1975 | 1982 | 1990 | 1999 | 2005 | 2006 | 2010 | 2015 |
| ---- | ---- | ---- | ---- | ---- | ---- | ---- | ---- | ---- |
| 279  | 245  | 213  | 264  | 254  | 236  | 234  | 230  | 216  |

| 2020 | 2022 | - | - | - | - | - | - | - |
| ---- | ---- | - | - | - | - | - | - | - |
| 211  | 209  | - | - | - | - | - | - | - |

## Lieux et monuments
- Château de Bourbilly, datant des XIVe et XVe siècles, inscrit aux monuments historiques[19]. Il a été habité notamment par Jeanne de Chantal ainsi que par sa petite-fille, la marquise de Sévigné. Celse-Bénigne de Rabutin, fils de la première et père de la seconde, y naquit en 1596.
- L'église paroissiale Saint-Martin, datant des XIIe et XIIIe siècles, inscrit aux monuments historiques[20].

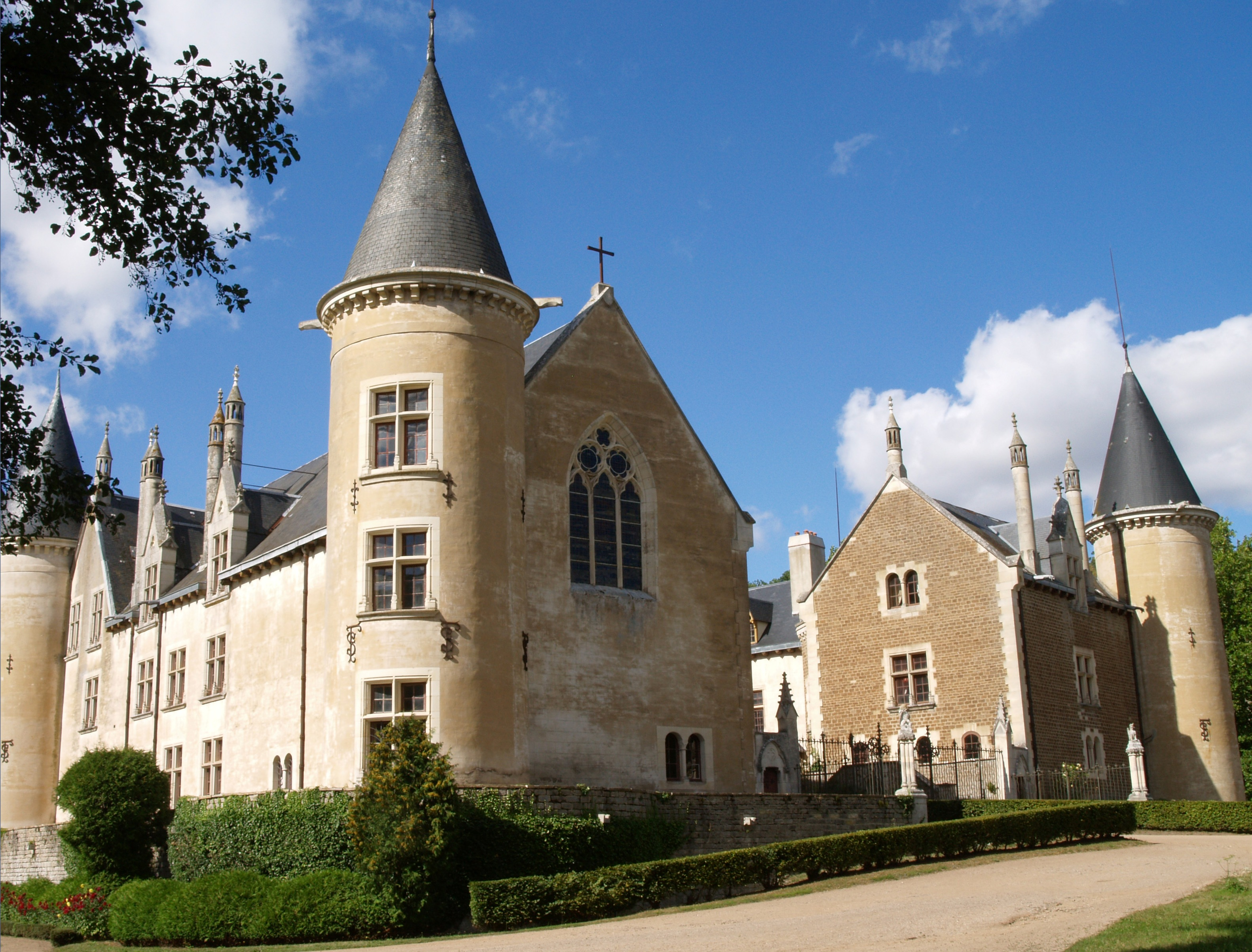
Le château de Bourbilly.
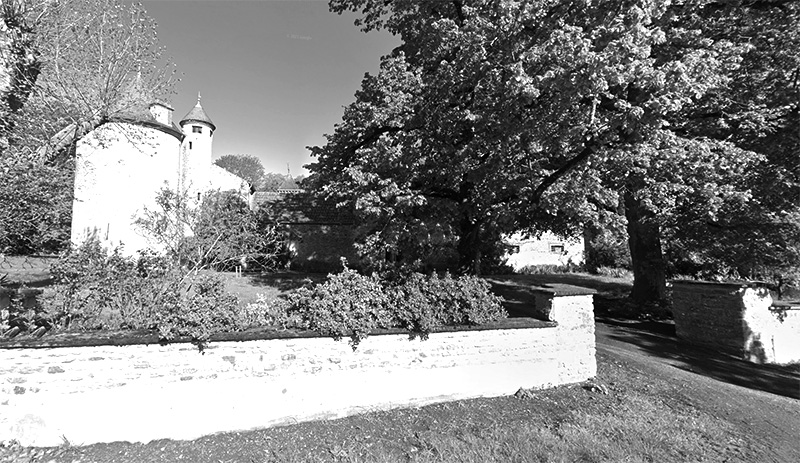
Le château de la Rochette.

## Personnalités liées à la commune
- Jeanne de Chantal, qui fut propriétaire du château de Bourbilly.
- Marie de Rabutin-Chantal, sa petite-fille, qui séjourna au château de Bourbilly.